# Бота, Гэри
Гэри ван Гинкель Бота (африк. Gary van Ginkel Botha, родился 12 октября 1981 года в Претории) — южноафриканский регбист, выступавший на позиции хукера в 2002—2013 годах. Чемпион мира 2007 года в составе сборной ЮАР.

## Биография
Большую часть карьеры Бота провёл на родине: выступал за команду «Буллз» в Супер 14 и за их фарм-клуб «Блю Буллз» в Кубке Карри. За рубежом выступал за клубы «Харлекуинс» в 2007—2009 годах и за «Тулузу» в 2011—2013 годах. В составе «быков» выигрывал как Кубок Карри (четырежды), так и чемпионат Супер 14 (2007 и 2010 годы). За сборную ЮАР по регби провёл 12 игр, дебютировав 30 июля 2005 года в матче против Австралии (заменил Джона Смита), в составе сборной в 2007 году завоевал титул чемпиона мира. Также играл за сборную ЮАР по регбилиг, дебютировав в её составе в возрасте 18 лет, а в составе молодёжной сборной ЮАР выиграл чемпионат мира 2002 года.
С 2015 года Бота — технический консультант и помощник тренера нападающих клуба «Блю Буллз».

## Достижения

### Клубные
- Обладатель Кубка Карри: 2002, 2003, 2004, 2006
- Чемпион Супер 14: 2007, 2010

### В сборных
- Чемпион мира: 2007
- Чемпион мира среди команд до 21 года: 2002

### Личные
- Медаль «100 лет образования Татарской Автономной Советской Социалистической Республики» (30 января 2025 года, Татарстан, Россия) — за большой вклад в достижение спортсменами высоких спортивных результатов в соревнованиях по регби среди мужских команд сезона 2023/24 года[4]